# New Mexico Attorney General

Das große Siegel von New Mexico

Der New Mexico Attorney General gehört zu den konstitutionellen Ämtern des Staates New Mexico. Ihm obliegt die Leitung des New Mexico Departments of Justice. Der Amtsinhaber muss ein zugelassener Attorney sein. Der Attorney General fungiert als der Chief Legal Officer, Rechtsberater der Staatsregierung und Hüter des öffentlichen Interesses.
In der Nachfolge des Gouverneurs von New Mexico steht der Attorney General auf dem fünften Platz, nach dem Vizegouverneur, dem Secretary of State, dem President pro tempore of the New Mexico Senate und dem Speaker of New Mexico House of Representatives.
Das Amt wurde im Jahr 1912 mit einer fünfjährigen Amtszeit geschaffen. Der Amtsinhaber wird durch die wahlberechtigte Bevölkerung von New Mexico gewählt. Zu den Wahlen im Jahr 1916 wurde die Amtszeit auf zwei Jahre reduziert mit der Möglichkeit einer einmaligen Wiederwahl. Die Amtszeit wurde zu den Wahlen im Jahr 1970 dann auf vier Jahre verlängert. Eine Wiederwahl war nicht möglich. Zu den Wahlen im Jahr 1990 erfolgte eine weitere Änderung. Die Amtszeit verblieb bei vier Jahren. Dafür wurde die Möglichkeit einer einmaligen Wiederwahl eingeräumt.
Der amtierende New Mexico Attorney General ist Hector Balderas, welcher seinen Posten am 1. Januar 2015 antrat.

## Aufgaben und Pflichten
Der Attorney General vertritt den Staat New Mexico vor allen Gerichten und Behörden, wenn das öffentliche Interesse es erfordert oder ein Antrag vom Gouverneur von New Mexico vorliegt. Des Weiteren verfolgt und verteidigt der Attorney General alle Fälle vor dem New Mexico Supreme Court, dem New Mexico Court of Appeals oder jedem anderen Gericht oder Tribunal, in welchen der Staat als Partei auftritt oder seine Belange wahren muss. Der Attorney General verfolgt und verteidigt auch alle Handlungen und Verfahren, an denen irgendein Staatsangestellter in seiner/ihrer offiziellen Funktion beteiligt ist. Außerdem kann der Attorney General alle Einheimischen oder Verbraucher von Kleinunternehmen vor der New Mexico Public Regulation Commission vertreten.
Auf Antrag erstellt der Attorney General schriftliche Stellungnahmen an die Legislative, jeden Staatsbeamten oder jeden Bezirksstaatsanwalt zu jedem Thema, welches einer dieser Beamten benötigt. In Angelegenheiten, die den staatlichen Election Code betreffen, assistiert der Attorney General dem Secretary of State von New Mexico juristisch.
Der Attorney General entwirft Verträge, Anleihen und andere Instrumente, welche für den Staat erforderlich sind.
Auf Anweisung des Gouverneurs kann der Attorney General bei Gerichtsverhandlungen hinsichtlich jeder Anklageschrift oder Information in jedem County des Staates anwesend sein und helfen. Wenn ein Bezirksstaatsanwalt keinen Erfolg hat oder sich weigert zu handeln, kann der Attorney General im Namen eines Countys in einer Strafsache oder Zivilsache handeln.
Bei Amtsenthebungsverfahren gegen staatliche Beamte oder Angestellte leitet der Attorney General wegen Interessenkonflikten Vollstreckungsanträge ein. Der Attorney General verfolgt auch Rückführungsangelegenheiten gegen Bezirksstaatsanwälten.
Außerdem erstellt und verwaltet der Attorney General ein Register von allen Dokumenten, die durch Wohltätigkeitsorganisationen eingereicht wurden, und stellt diese der Öffentlichkeit zur Verfügung.

## Liste der New Mexico Attorney Generals
| #  | Attorney General         | Bild | Amtszeit  | Parteizugehörigkeit |
| -- | ------------------------ | ---- | --------- | ------------------- |
| 1  | Frank Willey Clancy      |      | 1912–1916 | Republikaner        |
| 2  | Harry L. Patton          |      | 1917–1918 | Demokrat            |
| 3  | Oscar O. Askren          |      | 1919–1920 | Demokrat            |
| 4  | Harry S. Bowman          |      | 1921–1922 | Demokrat            |
| 5  | Milton J. Helmick        |      | 1923–1924 | Demokrat            |
| 6  | John W. Armstrong        |      | 1925–1926 | Demokrat            |
| 7  | Fred E. Wilson           |      | 1926      | Demokrat            |
| 8  | Robert C. Dow            |      | 1927–1928 | Demokrat            |
| 9  | Miguel A. Otero III.     |      | 1929–1930 | Republikaner        |
| 10 | Ernest K. Neumann        |      | 1931–1934 | Demokrat            |
| 11 | Frank H. Patton          |      | 1935–1938 | Demokrat            |
| 12 | Filo Sedillo             |      | 1939–1940 | Demokrat            |
| 13 | Edward P. Chase          |      | 1941–1944 | Demokrat            |
| 14 | Clyde C. McCullough      |      | 1944–1948 | Demokrat            |
| 15 | Joe L. Martínez          |      | 1949–1952 | Demokrat            |
| 16 | Richard H. Robinson      |      | 1953–1956 | Demokrat            |
| 17 | Fred M. Standley         |      | 1957–1958 | Demokrat            |
| 18 | Frank B. Zinn            |      | 1959      | Demokrat            |
| 19 | Hilton A. Dickson junior |      | 1959–1960 | Demokrat            |
| 20 | Earl E. Hartley          |      | 1961–1964 | Demokrat            |
| 21 | Boston E. Witt           |      | 1965–1968 | Demokrat            |
| 22 | James A. Maloney         |      | 1969–1970 | Demokrat            |
| 23 | David L. Norvell         |      | 1971–1974 | Demokrat            |
| 24 | Toney Anaya              |      | 1975–1978 | Demokrat            |
| 25 | Jeff Bingaman            |      | 1979–1982 | Demokrat            |
| 26 | Paul Bardacke            |      | 1983–1986 | Demokrat            |
| 27 | Hal Stratton             |      | 1987–1990 | Republikaner        |
| 28 | Tom Udall                |      | 1991–1998 | Demokrat            |
| 29 | Patricia A. Madrid       |      | 1999–2006 | Demokratin          |
| 30 | Gary King                |      | 2007–2014 | Demokrat            |
| 31 | Hector Balderas          |      | seit 2015 | Demokrat            |